# Aleiodes flavidus
Aleiodes flavidus är en stekelart som först beskrevs av Cresson 1865.  Aleiodes flavidus ingår i släktet Aleiodes och familjen bracksteklar. Inga underarter finns listade i Catalogue of Life.